# Maxim Sheremétiev
Maxim Sheremétiev –en ruso, Максим Шереметьев– (Leningrado, URSS, 22 de diciembre de 1986) es un deportista ruso que compitió en vela en la clase 470. Ganó una medalla de bronce en el Campeonato Europeo de 470 de 2012.

## Palmarés internacional
| \| Campeonato Europeo \| Campeonato Europeo \| Campeonato Europeo \| Campeonato Europeo \| \| Año \| Lugar \| Medalla \| Clase \| \| ------------------ \| ------------------- \| ------------------ \| ------------------ \| \| 2012 \| Largs (Reino Unido) \| Medalla de bronce \| 470 \| |                     |                   |       |
| Campeonato Europeo |                     |                   |       |
| Año | Lugar               | Medalla           | Clase |
| 2012 | Largs (Reino Unido) | Medalla de bronce | 470   |